# Epiphellia australis
Epiphellia australis är en havsanemonart som beskrevs av Oscar Henrik Carlgren 1950. Epiphellia australis ingår i släktet Epiphellia och familjen Isophelliidae. Inga underarter finns listade i Catalogue of Life.